# Vitmosslöpare
Vitmosslöpare (Agonum ericeti) är en skalbaggsart som först beskrevs av Georg Wolfgang Franz Panzer 1809.  Vitmosslöpare ingår i släktet Agonum, och familjen jordlöpare. Arten är reproducerande i Sverige.

## Bildgalleri

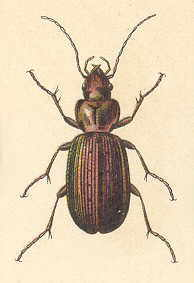